# Maltesers

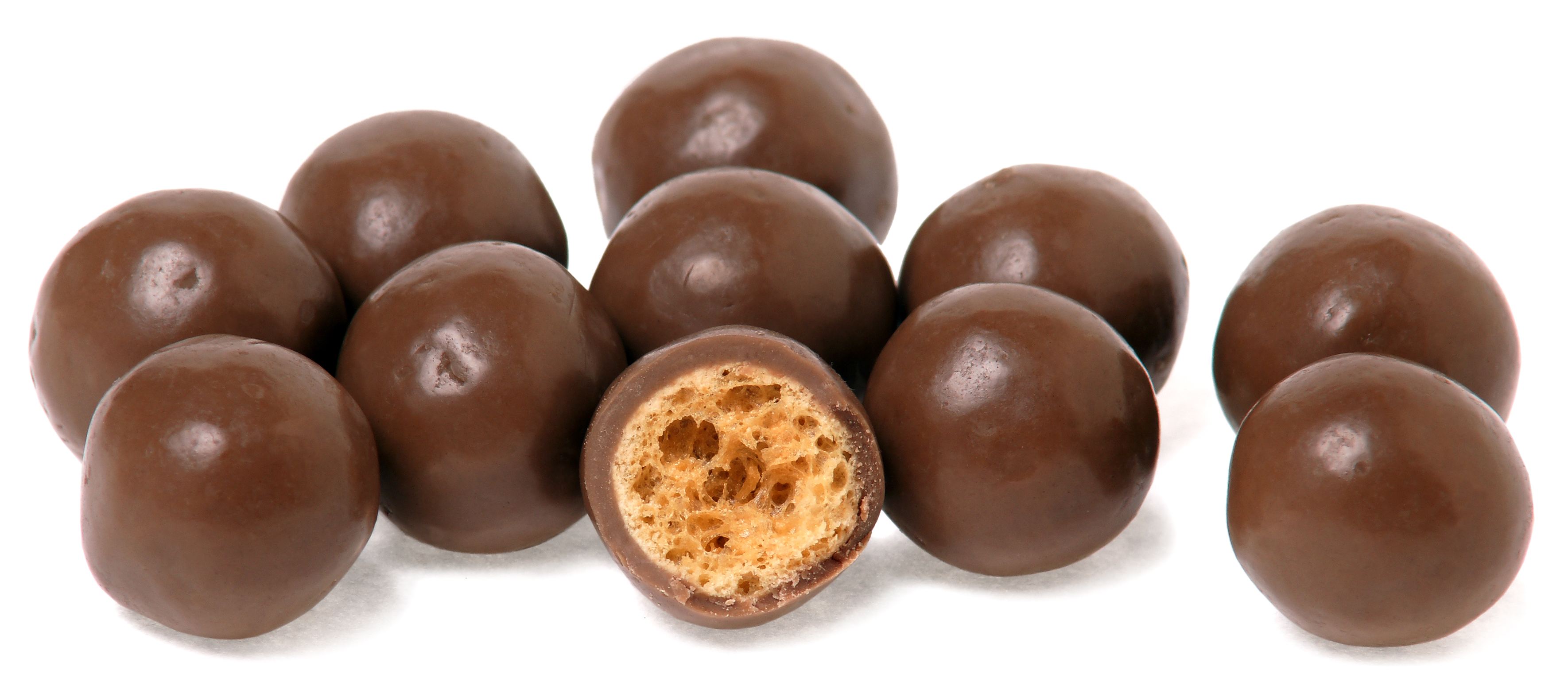
Bombons Maltesers

Maltesers é uma marca de bombons criada em 1936, de propriedade da Mars, Incorporated, com sede nos Estados Unidos da América. São fabricados em vários países, incluindo a Bélgica e a Austrália.
Os bombons são esféricos e consistem num miolo esponjoso de caramelo maltado coberto por chocolate de leite.